# Wapniarka
Wapniarka (německy Weisskoppe) je vrch v jihozápadním Polsku, v Dolnoslezském vojvodství, gmině Kladsko, v oblasti Východních Sudet.

## Historie
Na vrcholu Wapniarka byly dříve dvě rozhledny postavené Němci. Obě byly zničeny. První, dřevěná rozhledna byla postavena v roce 1889, v roce ji 1925 zničil blesk. V témže roce byla věž přestavěna Kladským horským spolkem (německy Glatzer Gebirgsverein). Věž se rozpadla v 70. letech 20. století. Třetí konstrukce na vrchu byla otevřena roku 2008, byla postavena ze železobetonových prvků předchozí stavby.

## Zajímavosti
- Vrch byl v první polovině 20. stol. vyhledávaným turistickým cílem, místní oblasti velmi pomohlo otevření železniční stanice v Żelazně (německy Eisersdorf).

- Wapniarka je jednou z největších krasových oblastí v okolí Kladska.

- Starý vápencový lom na svahu byl roku 2006 uznán jako přírodní památka.

- Žije zde chráněná zdobenka tečkovaná, teplomilný druh plže vázaný na vápencové skály. Je to nejsevernější lokalita tohoto druhu.